# Flatsch
Flatsch (eigene Schreibweise Flatsch!) – benannt nach dem Geräusch, das eine Torte macht, wenn sie in einem Gesicht landet – war eine in Offenbach am Main gegründete hessische Band, die Rockmusik mit deutschen Texten, teilweise im hessischen Dialekt, vortrug und im Rhein-Main-Gebiet mit ihrer Mischung aus hessisch Comedy und Rock erfolgreich war. Gerd Knebel, der Sänger der Band, wurde bundesweit bekannt insbesondere als eine Hälfte des Comedy-Duos Badesalz. Die Band bestand von 1979 bis 1988.

## Allgemeines
Die Band bot vor allem eine einzigartige Bühnenshow, die zu großen Teilen absurde Sketche mit schnellen Kostümwechseln beinhaltete und wenig mit klassischen Rockkonzerten gemein hatte. Bevor die erste Langspielplatte (im Selbstvertrieb) erschien, entstanden bereits einige „Klassiker“ (Kaufhaus, Badekapp).
Bundesweite Aufmerksamkeit bekamen Flatsch! im Zuge des Erfolgs der befreundeten Rodgau Monotones und deren 1984er „Volle Lotte“-LP (mit der Hit-Single „Die Hesse komme“, bei der Gerd Knebel mittextete und -sang). In allen dritten TV-Programmen der ARD  lief am 14. Juli 1984 die Live-Übertragung des Konzerts „Pampa Power. Rhein-Main schlägt zurück“ aus dem Stadion am Bornheimer Hang, dem Stadion des FSV Frankfurt, in der auch Flatsch! als eine von fünf Bands neben Feinbein, Hob Goblin, Crackers und Rodgau Monotones auftraten.
Es folgten ausgedehnte Tourneen und Auftritte, unter anderem 1987 bei Rock am Ring und auf der Loreley.
Auf Platte konnte die Combo die Bühnenenergie trotz des guten Songmaterials anfangs nie ganz konservieren. Nach einigen Besetzungswechseln ging man mit dem Album „Begnadigte Körper“ (in Anlehnung an Begnadete Körper von Andre Heller) ab 1986 neue Wege, engagierte Micki Meuser als Produzenten, Jim Rakete als Fotografen und erweiterte das musikalische Spektrum (indem man einen Keyboarder in die Band aufnahm und vermehrt Bläser einsetzte).
Die meist von Gerd Knebel geschriebenen Texte zeichneten sich durch satirische Untertöne aus, so zum Beispiel Büro (eine Cover-Version von Tina Turners We don't need another Hero). Wenn der Rambo-Verehrer, der sich fragt, warum man ihn ins Gefängnis sperrt, nachdem er jemanden skalpiert hat („beim Rambo ham se alle laut applaudiert“), der Bundeskanzler nach der Kernschmelze in Biblis per Fernsehübertragung aus Hawaii „Heile, heile Gänsche…“ singt oder vor einem Klumpen Hackfleisch gewarnt wird („das könnt das Hirn von einem Staatsfeind sein“), bleibt dem Zuhörer ab und zu das Lachen im Hals stecken.
Nach einer weiteren LP („Gib Flatsch eine Chance“, 1988, mit einem Cover angelehnt an die Gib Aids keine Chance-Kampagne), einem ersten Videoclip (zu „Austrinke“) und weiteren Konzerten kreuz und quer durch Hessen (und darüber hinaus) fasste man 1988 den Entschluss, sich auf dem Höhepunkt zu verabschieden. Ihr letztes Konzert in der ausverkauften Offenbacher Stadthalle endete mit einer episch langen Version von „Gute Alte Zeit“. Nach der Auflösung wurde noch die Doppel-LP „Endlich Live!“ veröffentlicht, die teilweise beim Abschiedskonzert mitgeschnitten worden war.
Sänger Gerd Knebel gründete bereits Mitte der 80er Jahre zusammen mit Henni Nachtsheim das Duo Badesalz und verlagerte nun den Schwerpunkt fast komplett auf Comedy, nicht ohne auch mit Badesalz ab und zu musikalisch rückfällig zu werden. Olaf Mill spielte fortan unter anderem beim „Eisberg-Duo“, Seppl Niemeyer widmete sich der lokalen Bandszene in Frankfurt und Hans Riffer arbeitete ab 1991 als Musiklehrer in Bad Vilbel.
2003 konnten die Rodgau Monotones im Zuge ihres 25-jährigen Jubiläums („Silberhochzeit“) noch einmal alte Weggefährten auf der Bühne zusammenbringen. Neben den inzwischen (ebenfalls) aufgelösten Hob Goblin und der reformierten Band Die Crackers gab sich auch Flatsch! an beiden Abenden in der ausverkauften Offenbacher Stadthalle für eine einmalige Wiedervereinigung die Ehre.
Diese beiden Konzerte (in Ausschnitten auf CD und DVD gebannt) müssen Appetit auf mehr gemacht haben, denn ab 2005 traten die ehemaligen Flatsch!-Mitglieder Knebel, Mill und Niemeyer mit Peter Runcl (Gitarre, † 2018) und Willy Wagner (Bass, vormals unter anderem bei Rio Reiser und Xavier Naidoo) unter dem Namen Die Groben Junggesellen auf. Mit der Vorgabe, Vergangenes nicht wieder(hervor-)holen zu wollen, ähnelten die Texte auf der einzigen LP „Schöne Frauen kotzen Blumen“ (2005) zwar den früheren Flatsch!-Lyrics, die musikalische Gangart war aber härter geworden. Vereinzelte Flatsch!-Titel wurden dennoch auf den Konzerten gespielt.
Nach zwei aktiven Jahren haben sich allerdings auch Die Groben Junggesellen aufgelöst. Am 1. Dezember 2007 fand im Aschaffenburger „Colos-Saal“ das Abschiedskonzert statt. Für die kurze Abschiedstournee wurden extra einige der Flatsch!-Klassiker ins Programm aufgenommen.
Die beiden Hauptakteure Gerd Knebel und Olaf Mill starteten 2009 ein neues akustisches Musikduo namens Nette Rabenväter, das zwar textlich, aber nicht musikalisch an Flatsch! anschließt.

## Bandmitglieder
- Gerd Knebel (Gesang)
- Olaf Mill (Gesang, Gitarre)
- Seppl Niemeyer (Schlagzeug) ab 1982
- Hans Riffer (Bass, Gesang) ab 1984
- Helmut (Hello) Unverzagt (Keyboards) ab 1986
- Bobby Sattler (Saxophon) ab 1986
- Bernd Neumann (Bass, Gesang) bis 1984
- Andreas Schardt (Schlagzeug) bis 1982
- Andreas Scheinhütte (Gitarre, Gesang) bis 1985

Auf der Abschiedstournee 1988 und damit der LP Flatsch! – Endlich live! (1989):
- Mimi Poulakis (Keyboards, Gitarre)

Auf der Reunion für die „Silberhochzeit“ der Rodgau Monotones (2003) spielten:
- Gerd Knebel (Gesang)
- Olaf Mill (Gitarre, Gesang)
- Seppl Niemeyer (Schlagzeug)
- Willy Wagner (Bass)

und als Gast Henni Nachtsheim (Saxophon)

## Diskographie

### Singles
- Badekapp (Rockport Records, Offenbach), 1983
- Ich wär so gern mal Michael Jackson (Rockport Records, Offenbach), 1985
- Eberhard (Rockport Records, Offenbach), 1985
- Total daneben (Jeton, Stuttgart), Die Crackers und Flatsch!, 1986
- Die gute alte Zeit (Intercord-Tongesellschaft, Stuttgart), 1986
- Rambo (Intercord-Tongesellschaft, Stuttgart), 1987
- Austrinke (Ciao), 1988
- Keske tü fä (Ciao), 1988

### LPs
- Was mer hat das hat mer (Bieber Tonstudios), 1980
- Flatsch! Zwo (Rockport Records, Offenbach), 1982
- Flatsch! Drei (Net stumbe!) (Rockport Records, Offenbach), 1983
- Flatsch! Vier (Sei mal’n bissi lieb) (Rockport Records, Offenbach), 1985
- Begnadigte Körper (Intercord-Tongesellschaft, Stuttgart), 1987
- Gib Flatsch eine Chance (Ciao Musik- und Filmprod., Frankfurt am Main), 1988
- Flatsch! Endlich live! (Bellaphon Records, Frankfurt am Main), 1989
- Flatsch – Greatest hits (Rockport Records, Gelnhausen), 1990

außerdem als Gäste mit 5 Titeln auf:
- Rodgau Monotones: Silberhochzeit – Live (Rockport Records, Gründau), 2003 (mit Hob Goblin und den Crackers)

### DVD
- Rodgau Monotones: Silberhochzeit – Live (Flatsch! mit 5 Tracks), 2003

### Die Groben Junggesellen
- Schöne Frauen kotzen Blumen (Eigenvertrieb), 2005